# Maria Mailat
Maria Mailat, née le 17 avril 1953 à Târgu Mureș en Roumanie, est une écrivaine française d'origine roumaine. Elle écrit et publie de la prose, de la poésie, des essais et des traductions de poésie du hongrois vers le français.

## Biographie

### Jeunesse et formation
Maria Mailat est née à Târgu Mureș, dans la région de Transylvanie en Roumanie. Issue d'une famille mixte et bilingue, son père Dumitru est roumain et se mère Elisabeta est sicule.
Mailat fréquente l'école primaire et secondaire dans sa ville natale entre 1960 et 1972. Elle fréquente l'Université Alexandru Ioan Cuza de Iași, à la faculté de sociologie-psychologie, de 1972 à 1976, où elle obtient une licence. 
Avec son second mari, Dan Culcer (ro), critique littéraire, essayiste et journaliste roumain, rédacteur en chef du magazine Vatra, elle émigre en France. La famille se réunit au bout d'un an, mais divorce rapidement. Elle épouse ensuite Michel Baas.

### Premières publications en Roumanie
En Roumanie, Mailat publie des poèmes, des interviews, des nouvelles, des articles et le volume de nouvelles et de croquis Intrare liberă, publié par Cartea Românească. Mailat fait ses débuts avec des poèmes et anime une chronique mensuelle dans la revue Vatra (en) (1972) et en 1981 dans la boîte Onze poètes avec le cycle de poèmes Stop-cadru. En 1984, la censure communiste lui interdit de publier et elle n'est pas autorisée à rejoindre la rédaction de Vatra. En 1985 elle est entièrement interdite par la censure.

### Arrivée en France
Mailat émigre en France pendant la dictature de Ceausescu et arrive à Paris en août 1986, où il demande l'asile politique. La même année, après s'être installé à Paris, elle étudie la sociologie comparée et l'anthropologie sociale à Paris.
En 1987, elle publie un roman écrit en Roumanie, en langue roumaine, qui circule sous la forme de samizdat dans le pays avant d'être traduit en suédois, en allemand et en français, et publié sous le titre S'il est défendu de pleurer aux éditions Robert Laffont en 1988. Elle appartient à la génération d'écrivains postmoderne dite "génération des années 80".
En 2001, Mailat est élue vice-présidente de la Maison des Écrivains et de la littérature à Paris, un centre d'écrivains français et francophones, poste qu'elle occupe jusqu'en 2007.
En tant qu'anthropologue, Mailat occupe des fonctions de conseil et d'évaluation au sein du gouvernement français (délégation interministérielle à la famille, ministère de la famille) et dans l'évaluation de politiques financées par l'Union Européenne en France, en Hongrie, en Bulgarie et en Roumanie.
En 2006, avec une équipe de spécialistes, Mailat crée le centre d'étude et d'apprentissage ARTEFA, dont elle est la directrice depuis 2006 jusqu'en 2025.

## Distinctions
Mailat se voit attribuer deux prix de poésie :
- le prix Voronca
- le prix Val de Seine pour Cailles en sarcophage

Elle reçoit plusieurs bourses d'écrivain-en-résidence.

## Publications

### Romans
- Sainte Perpétuité, ed. Julliard, 1998
- La grâce de l'ennemi, ed. Fayard, 1999
- Quitte-moi, ed. Fayard,
- La cuisse de Kafka, ed. Fayard.
- S'il est défendu de pleurer, 198 p., Éditeur Robert Laffont, 1988,  (ISBN 222105430X) ;  (ISBN 978-2221054307)
  - Wenn es verboten ist zu weinen (Version traduite en allemand) Verlag: Volk und Welt, 1991
  - Le roman est traduit et publié en Suède.

### Poèmes
- KLOTHO (premiul Voronca), Ed. Jacques Bremond
- Cailles en sarcophage (Prix du Val de Seine), Ed. Editinter
- Graines d'Antigone, ed. Editinter
- Trans-sylvania, Ed. Signum
- Abri/Redos, poèmes traduits en catalan par Anna-Maria Coredor, Ed. Tripod (Barcelona)
- Constatin Brâncuși - une autobiographie, poème en prose traduit en espagnol par Natalia La Valle, édition bilingue, Ed. Transignum
- Brâncusi ad aeternitas, poème en prose traduit en roumain par Carmen Vlad, édition bilingue, Ed. Transignum
- Paroles de Volcan (Volcano Talk), poèmes traduits en anglais par Patrick Williams, édition bilingue, Ed. Transignum

### Essais et théâtre
- Silences de Bourgogne, ed. de l'Armançon (Bourse de littérature chez Jules Roy à Vézelay (Bourgogne))
- Walter Benjamin et Bertold Brecht, rencontre à Port Bou, pièce de théâtre bilingue, traduite en catalan par Anna-Maria Coredor, Ed. Reremús.
- Paul Celan rencontre Walter Benjamin, essai, postface à l'édition espagnole des poèmes de Paul Celan traduits par le poète Antonio Pous, Ed. Reremús (Spania)

### Nouvelles
- Intrare liberă, București: Cartea Românească, 1985.
- Avant de mourir en paix, ed. Fayard, 2000.

### Traductions
- Agota Kristof, Clous: Poèmes hongrois et français, Carouge, Switzerland. Editions Zoé. 2016. 200 pages. (poèmes d'Agota Kristof traduits du hongrois au français par Maria Mailat)[11]